# Toyota Automobile Museum
Le Toyota Automobile Museum (トヨタ博物館, Toyota Hakubutsukan) est un musée automobile situé à Nagakute, dans la préfecture d'Aichi au Japon.

## Histoire
Le musée a ouvert ses portes en avril 1989 dans le cadre de la commémoration du 50e anniversaire du constructeur Toyota. Un deuxième bâtiment ouvre en 1999.

## Collection

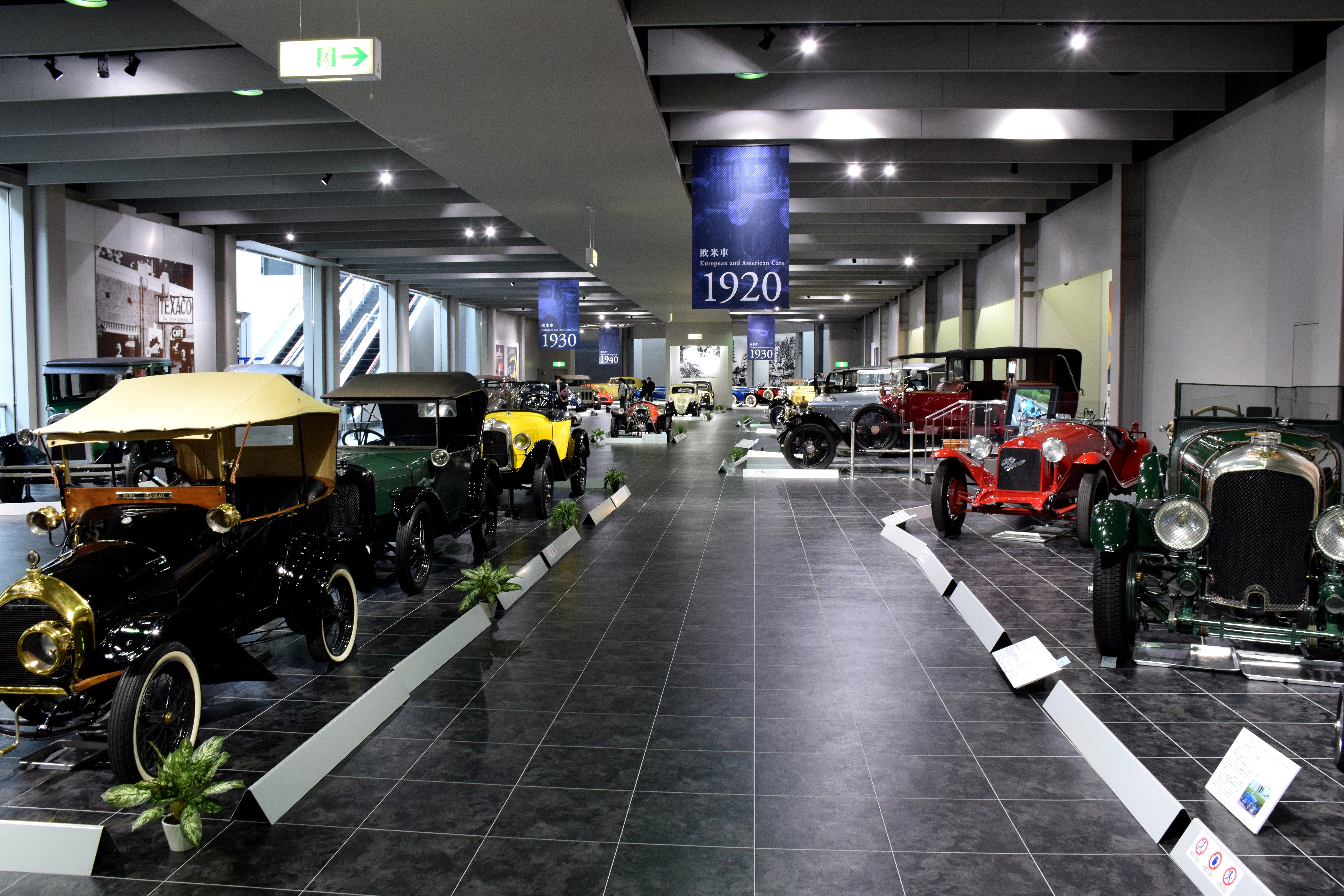
Intérieur du bâtiment principal du musée.

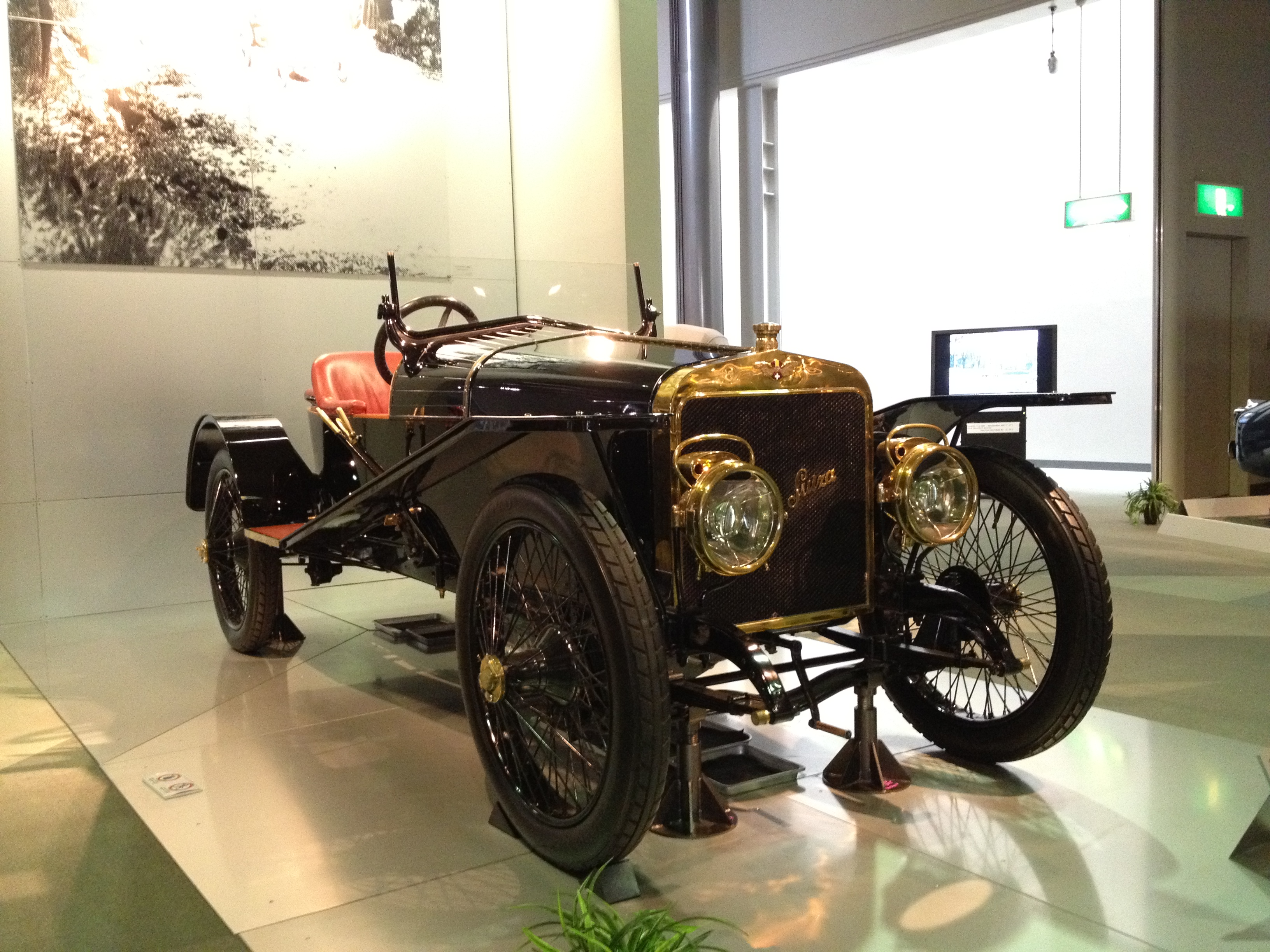
Hispano-Suiza "Alfonso XIII".

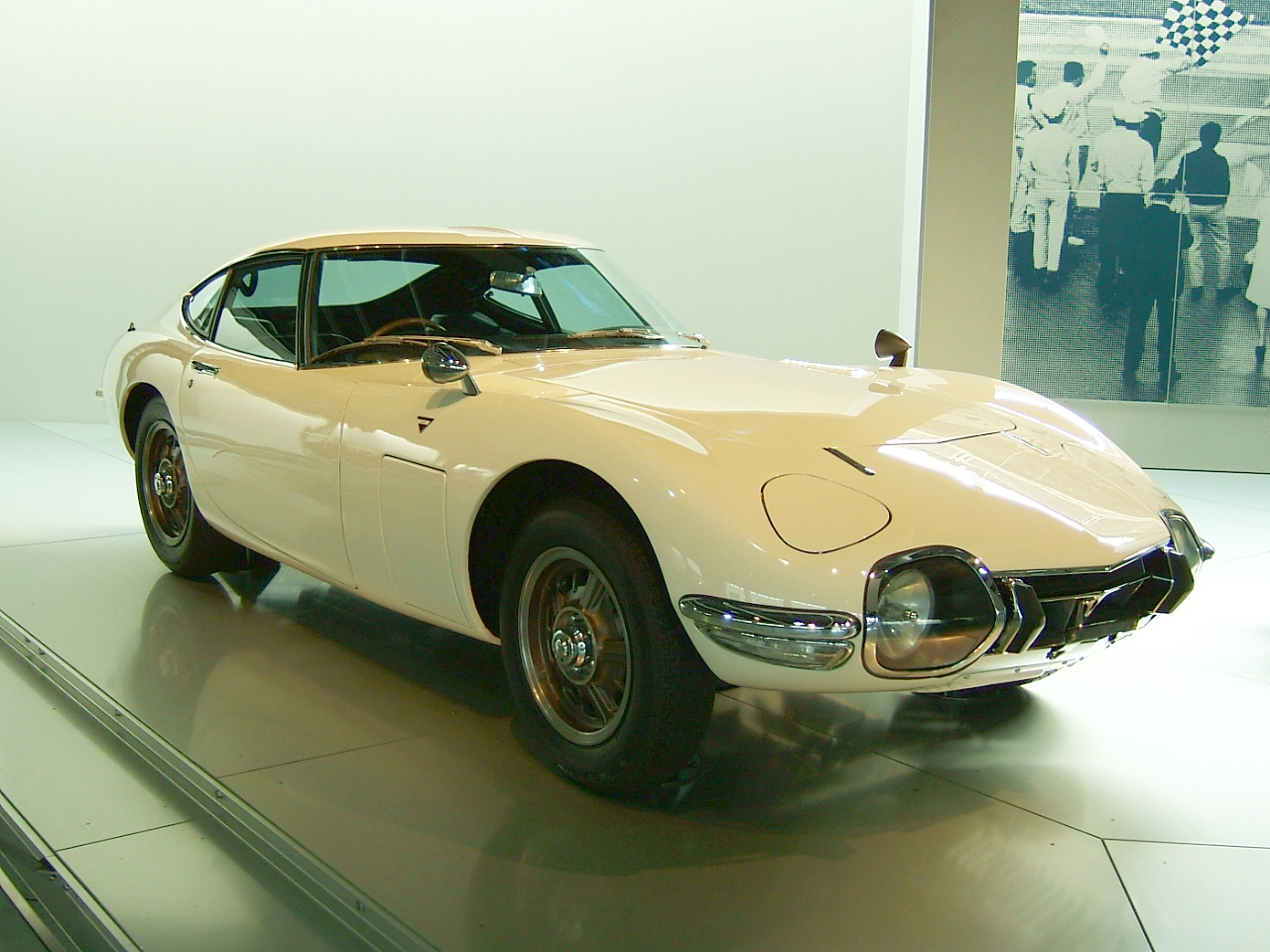
Toyota 2000 GT.

- Alfa Romeo 6C 1750 Gran Sport (1930)
- Austin 7 (1924)
- Bentley 4½ Litre (1930)
- Benz Velo (1894)
- Bugatti Type 35C (1926)
- Bugatti Type 57 (1938)
- Cadillac Model Thirty (1912)
- Cadillac 452A (1931)
- Cadillac Eldorado Biarritz (1959)
- Citroën C3 type 5CV (1925)
- Citroën DS19 (1958)
- Chevrolet 490 (1918)
- Chevrolet Series BA Confederate (1932)
- Chevrolet Corvette (C1) (1953)
- Chrysler Valiant (1960)
- Cord Model 812 (1937)
- Daihatsu Midget DKA (1959)
- Daimler Type 45 (1920)
- Delaunay-Belleville HB6L (1911)
- DeSoto Airflow Série SE (1934)
- De Dion-Bouton 1 3/4HP (1898)
- Duesenberg Model J (1929)
- Essex Coach (1923)
- Fiat 500 Topolino (1936)
- Flying Feather  (1955)
- Ford A (1928)
- Ford T (1909)
- Ford Model 40
- Hispano-Suiza H6B (1928)
- Hispano-Suiza Alfonso XIII (1912)
- Isuzu Bellett (1966)
- Isuzu 117 Coupe-PA90 (1970)
- Isuzu Hillman Minx (1960)
- Jaguar XK120 (1951)
- Kaiser Frazer Henry J (1951)
- Lancia Astura Tipo (1936)
- Lincoln-Zephyr (1937)
- Lotus Elite (1961)
- Mazda Cosmo Sport 110S (1969)
- Mitsubishi 500 (1961)
- Mercedes-Benz 500K (1935)
- Messerschmitt KR 200 (1955)
- Morris Oxford (1913)
- Nissan Skyline 2000GT-B (S54-) (1967)
- Oldsmobile Curved Dash (1902)
- Packard 12 (Roosevelt car) (1939)
- Panhard et Levassor B2 (1898)
- Peugeot Bébé (1913)
- Peugeot 402 (1938)
- Porsche 356 (1951)
- Rolls-Royce Silver Ghost (1910)
- Rolls-Royce Phantom III (1937)
- Saab 92 (1951)
- SS Jaguar 100 (1937)
- Stanley Steamer Model E2 (1909)
- Stutz Bearcat Series F (1914)
- Subaru 360 K111 (1958)
- Suzuki Fronte 360 (1967)
- Toyota FH24 truck fire engine type (1959)
- Toyoda AC (1947)
- Toyota Sports 800 UP15 (1965)
- Toyota 1600GT RT55 (1967)
- Toyota 2000GT MF10 (1968)
- Toyota Prius (1997)
- Thomas Flyer Model L (1908)
- Tucker '48 Torpedo (1948)
- Volvo PV444 (1959)